# Gare de Saint-Sébastien-Pas-Enchantés
Gare de Saint-Sébastien-Pas-Enchantés – przystanek kolejowy w Saint-Sébastien-sur-Loire, w departamencie Loara Atlantycka, w regionie Kraj Loary, we Francji.
Dziś jest przystankiem kolejowym Société nationale des chemins de fer français (SNCF), obsługiwanym przez ekspresy regionalne TER Pays de la Loire kursujące między Nantes, Clisson, La Roche-sur-Yon i Les Sables-d’Olonne, a także przez tramwaj dwusystemowy.